# Leutershausen
Leutershausen è una città tedesca situata nel land della Baviera.
Il suo territorio è attraversato dal fiume Altmühl.

## Amministrazione

### Gemellaggi
- Szendrő, dal 2000